# Bristol Bulldog
Die Bristol Bulldog war ein Doppeldecker-Jagdflugzeug des britischen Herstellers Bristol Aeroplane Company, das zwischen den beiden Weltkriegen produziert wurde.

## Geschichte
Von Juni 1929 bis 1939 wurden die Flugzeuge fast nur in England eingesetzt. Den einzigen Auslandseinsatz dieser Maschinen gab es während des Abessinienkrieges im Jahr 1935. Sie galt als sehr schwierig zu fliegende Maschine. In der Ausführung IIA (ab Oktober 1930) wurden Verbesserungen am Fahrgestell, dem Ruder sowie dem Spornradfahrwerk vorgenommen.
Bei der Bulldog IV verwendete Bristol zum ersten Mal den Townend-Ring zur Verkleidung des sternförmigen luftgekühlten Motors.
Die Bewaffnung besteht aus zwei starr an beiden Seiten des Rumpfes eingebauten Vickers MG mit je 600 Schuss Munition.
Unter dem linken Unterflügel ist eine Vorrichtung für 4 × 10,8 kg Bomben vorgesehen.
Zur militärischen Ausrüstung gehört noch eine Funkanlage MARCONI AD 5 zur Befehlsübernahme.
Abgelöst wurde die Bulldog bei der Royal Air Force ab 1939 durch die Gloster Gladiator.

## Zwischenfälle
Während der Nutzungsdauer dieses Flugzeugtyps gab es 102 Unfälle mit insgesamt 25 Toten.

## Produktion
Abnahme der Bristol Bulldog durch die RAF:
| Version                         | 1928 | 1929 | 1930 | 1931 | 1932 | 1933 | 1934 | 1935 | Summe |
| ------------------------------- | ---- | ---- | ---- | ---- | ---- | ---- | ---- | ---- | ----- |
| Prototyp                        | 1    |      |      |      |      |      |      |      | 1     |
| Mk.II                           |      | 25   |      |      |      |      |      |      | 25    |
| Mk.IIA                          |      |      | 44   | 151  | 54   | 28   |      |      | 277   |
| Trainer                         |      |      |      |      | 2    | 25   | 21   | 11   | 59    |
| Mk.IV                           |      |      |      |      |      |      | 1    |      | 1     |
| Static Airframe Stainless Steel |      |      |      |      |      |      |      | 1    | 1     |
| Summe                           | 1    | 25   | 44   | 151  | 56   | 53   | 22   | 18   | 364   |

## Technische Daten

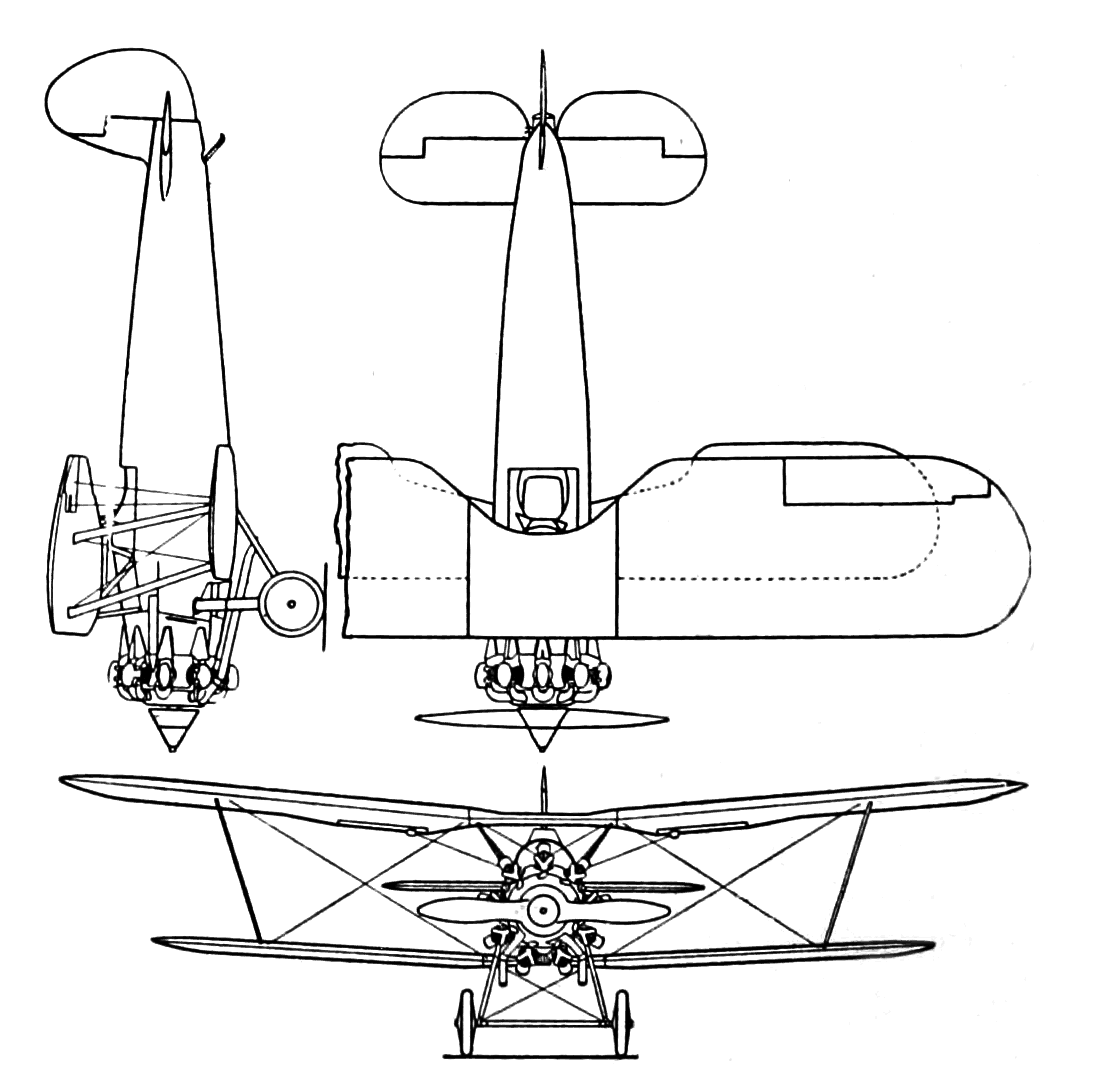
Dreiseitenriss

| Kenngröße             | Daten                                                                                         |
| --------------------- | --------------------------------------------------------------------------------------------- |
| Besatzung             | 1                                                                                             |
| Länge                 | 7,62 m                                                                                        |
| Spannweite            | 10,34 m                                                                                       |
| max. Startmasse       | 1509 kg                                                                                       |
| Höchstgeschwindigkeit | 280 km/h                                                                                      |
| Dienstgipfelhöhe      | 8.230 m (ca. 27.000 ft)                                                                       |
| Reichweite            | 475 km                                                                                        |
| Triebwerke            | ein luftgekühlter Bristol-Jupiter-VIIIF-Sternmotor mit einer Leistung von 490 kW (ca. 670 PS) |
| Bewaffnung            | zwei 7,7 mm-Vickers-Maschinengewehre im Bug                                                   |
| Besonderheiten        | erste Ausführung von 1929–1939 ohne Spornfahrwerk                                             |